# Slaughter, Louisiana
Slaughter är en ort i East Feliciana Parish i delstaten Louisiana, USA.